# Зеленчукское сельское поселение
Зеленчукское се́льское поселе́ние — муниципальное образование в Зеленчукском районе Карачаево-Черкесии Российской Федерации.
Административный центр — станица Зеленчукская.

## История
Статус и границы сельского поселения установлены Законом Карачаево-Черкесской Республики от 6 марта 2006 года № 13-РЗ «от 24 февраля 2004 года № 84-РЗ «Об административно-территориальном устройстве Карачаево-Черкесской Республики»

## Население
| 2002    | 2010    | 2012    | 2013    | 2014    | 2015    | 2016    |
| ------- | ------- | ------- | ------- | ------- | ------- | ------- |
| 21 157  | ↘19 497 | ↘19 015 | ↘18 561 | ↘18 306 | ↘18 190 | ↘18 022 |
| 2017    | 2018    | 2019    | 2020    | 2021    | 2023    | 2024    |
| ↘17 935 | ↗18 014 | ↘17 920 | ↗17 967 | ↗20 047 | ↘19 944 | ↘19 914 |
| 2025    |         |         |         |         |         |         |
| ↘19 888 |         |         |         |         |         |         |

## Состав сельского поселения
| № | Населённый пункт | Тип населённого пункта          | Население |
| - | ---------------- | ------------------------------- | --------- |
| 1 | Зеленчукская     | станица, административный центр | ↗20 009   |
| 2 | Лесо-Кяфарь      | хутор                           | ↘38       |